# كارل أندرسون (ممثل)
كارل أندرسون (بالإنجليزية: Carl Anderson)‏ هو مغني وموسيقي وممثل أمريكي، ولد في 27 فبراير 1945 في الولايات المتحدة، وتوفي في 23 فبراير 2004 بلوس أنجلوس في الولايات المتحدة بسبب ابيضاض الدم.

## ترشيحات
- جائزة غولدن غلوب لأفضل ممثل - فيلم موسيقي أو كوميدي (1973)
- جائزة غولدن غلوب للنجم الصاعد (1973)

## وصلات خارجية
- كارل أندرسون على موقع IMDb (الإنجليزية)
- كارل أندرسون على موقع ألو سيني (الفرنسية)
- كارل أندرسون على موقع ميوزك برينز (الإنجليزية)
- كارل أندرسون على موقع أول موفي (الإنجليزية)
- كارل أندرسون على موقع قاعدة بيانات برودواي على الإنترنت (الإنجليزية)
- كارل أندرسون على موقع قاعدة بيانات الأفلام السويدية (السويدية)
- كارل أندرسون على موقع إن إن دي بي (الإنجليزية)
- كارل أندرسون على موقع ديسكوغز (الإنجليزية)
- كارل أندرسون على موقع قاعدة بيانات الفيلم (الإنجليزية)